# 征矢かおる
征矢 かおる（そや かおる、1965年5月15日 - ）は、日本の女優である。文学座所属。神奈川県出身。

## 出演作品

### 舞台
1991年
- 初舞台『奏でられないカルテット』(文学座アトリエ公演)

1992年
- 『朝食前』スタジオAR
- 『唐人お吉ものがたり』(文学座本公演)三越劇場

1994年
- 『モンセラ』(虎の会)劇団木霊アトリエ

1996年
- 『特ダネ狂騒曲』(本公演)紀伊國屋ホール

1997年
- 『月がとっても蒼いから』(アトリエ)

1998年
- 『イエン・タウンの唄』(STスポット)横浜・STスポット

1999年
- 『花のかたち』(アトリエ)

2000年
- 『月がとっても蒼いから』(本公演)大田区民プラザ
- 『蝶のような私の郷愁』(アトリエ自主公演)
- 『牛蛙』(アトリエ)

2003年
- 『リチャード三世』(本公演)旅,世田谷パブリックシアター

2004年
- 『パレードを待ちながら』(本公演)紀伊國屋ホール
- 『八月の狩』(THEガジラ)ザ・スズナリ

2006年
- 『地下室』(文学座＋青年団)アトリエ春風舎

2007年
- 『愛の勝利』(テアトロサンノーブル)サイスタジオ
- 『The real thing』(アゴラ企画)こまばアゴラ劇場

2008年
- 『Train coming』(文学座＋青年団)サイスタジオコモネ
- 『新宿八犬伝〜第一巻 犬の誕生〜』(春風舎)アトリエ春風舎
- 『三条会の「真夏の夜の夢」』千葉公園内特設野外劇場
- 『その人を知らず』こまばアゴラ劇場

2009年
- 『JUDY〜The Great Unknown Squadron〜』（グーフィー&メリーゴーラウンド）池袋シアターグリーン
- 『ジョンとベアトリス〜Love,Hope,Faith,33階物語〜』サイスタジオコモネAスタジオ

2010年
- 『ダーウィンの城』(アトリエ)
- 『この星にとまる光』（作・出演）サイスタジオコモネAスタジオ

2011年
- 『モチベーション代行』(捩子ぴじん）シアターグリーンBASE THEATER

### テレビ
- 告知
- 明日は風のない日
- 臨場2

### 映画
- 恋のたそがれ

### ラジオドラマ
- ガンバとカワウソの冒険
- 岩場のチングルマ

## 著作
- 絵本『なないろ山のひみつ』（絵：林明子）福音館書店